# 雅安镇
雅安镇，是中华人民共和国西藏自治区那曲市巴青县下辖的一个乡镇级行政单位。

## 行政区划
雅安镇下辖以下地区：
普古格社区、荣嘎村、公随村、夏卓格村、约雄村、琼仓纳村、那觉改村、格夏贡村、央堆村、恰沃卡村、帮庆囊村、帮琼囊村、杂木嘠村、白曲卡村、昌玛卡村、加古格村、贡庆达村和雅安卡村。